# Араужо, Илан
Илан Араужо Далл’Игна (порт.-браз. Ilan Araujo Dall'Igna; род. 18 сентября 1980[…], Куритиба) — бразильский футболист, нападающий.

## Карьера
Илан родился в семье Вильяма Далл’Игна, который был тренером молодёжных составов клуба «Парана». Там же футболист и начал карьеру. В 1999 году Илан дебютировал в основном составе клуба в матче с «Коритибой». Годом позже игрок помог клубу выиграть жёлтый модуль Кубка Жоао Авеланжа. В 2000 году Илан перешёл в «Сан-Паулу», который видел в футболисте замену Марселиньо Параибе, ушедшему в «Марсель». В первый сезон форвард был игроком стартового состава команды, но годом позже уже «осел» на скамье запасных, уступив место в старте Луису Фабиано. Тогда же он победил с командой на турнире Рио-Сан-Паулу. После этого Илан возвратился в Куритибу, став игроком «Атлетико Паранаэнсе». В первом сезоне он часто оставался на скамье запасных, однако заменил Клебера в первом финальном матче чемпионата Бразилии и забил гол уже на 4 минуте встречи. В 2002 году игрок пропустил более шести месяцев из-за травмы. В 2003 году он вернулся на поле и стал игроком стартового состава. Тот сезон игрок провёл настолько хорошо, что даже был вызван в состав сборной Бразилии на Кубок конфедераций, где провёл три встречи. А также он стал лучшим бомбардиром клуба в сезоне, забив 24 гола. Всего за клуб он забил 47 голов. В июле 2007 года «Мессина» объявила о покупке бразильца с подписанием контракта на 3 года, но сделка не состоялась.
В середине 2004 года Илан был перешёл во французский клуб «Сошо», заплативший за трансфер бразильца 3 млн евро. 21 августа он дебютировал в составе клуба в матче против «Осера» (1:2). 16 октября Илан забил свой первый гол, поразив ворота «Ренна», при этом игрок забил в той же встрече ещё 2 гола. Главный тренер команды Ги Лякомб сказал о бразильце: «Не займет много времени, чтобы увидеть, что он очень умный мальчик. Через восемь месяцев он уже выучил наш язык, в то время как у некоторых иностранцев проходят годы, прежде чем они могут сказать два слова. Илан — мальчик, который знает, чего хочет, и мы чувствуем, что у него есть глубокое желание преуспеть во Франции или в Европе, и что он приложит все усилия для этого достижения». В клубе нападающий провёл два сезона, забив 24 гола в 54 матчах. В 2006 году футболист был куплен клубом «Сент-Этьен» за 6 млн евро. 5 августа игрок дебютировал в составе команды в матче со своим бывшим клубом, «Сошо» (1:2). 19 августа забил свой первый гол, принёсший победу в матче с «Нанси» (1:0). В первом же сезоне игрок получил приз за лучший гол сезона, забитый 25 февраля в матче с «Пари Сен-Жермен». В сезоне 2008/2009 Илан стал вторым бомбардиром команды, забив 9 голов и проиграв лишь мяч Гомису. Летом 2008 года игрок мог покинуть команду, но всё же остался в клубе. 18 января 2010 года футболист и клуб, по взаимному согласию, разорвали контракт. Причиной стала критика самого игрока, который обвинил руководство «Сент-Этьена» в отсутствии амбиций и своём непонимании роли, в которой его хотели бы видеть в команде; при этом главный тренер клуба Кристоф Гальтье не видел Илана в основе клуба и не делал на него ставку.
1 февраля Илан подписал договор с английской командой «Вест Хэм Юнайтед» до конца сезона. Он стал первым бразильским игроком в истории лондонской команды. 27 марта форвард дебютировал за клуб в матче со «Сток Сити» (0:1). А в следующей игре, 4 апреля, забил гол, принёсший команде ничью с «Эвертоном». При этом футболист поразил ворота соперника спустя всего 10 минут после выхода на 77 минуте встречи. Всего он забил в команде 4 гола в 11 матчах. Но клуб принял решение не продлевать контракт с футболистом, хотя сам игрок хотел остаться в «Вест Хэме»; однако по ходу сезона футболист критиковал главного тренера Джанфранко Дзолу в том, что тот «потерял контроль над командой, особенно над для игроками, которые говорят по-итальянски». В августе 2010 года Илан возвратился в Бразилию, где стал игроком «Интернасьонала», подписав контракт до конца года. Но в чемпионате Бразилии футболист сыграл лишь 4 встречи, пропустив большинство матчей из-за травмы. 23 декабря 2010 года контракт «Интера» и нападающего был разорван. В возрасте 30-ти лет он во второй раз уехал во Францию, подписав контракт с «Аяччо». 6 августа футболист дебютировал в составе команды в матче с «Тулузой» (0:2). 27 августа Илан забил первый мяч за команду, поразив ворота «Осера» (1:4). Нападающий забил 6 голов в 26 матчах, при этом он отсутствовал на поле в течение двух месяцев из-за травмы тазобедренного сустава. В 2012 году футболист перебрался в «Бастию». 11 августа он сыграл первый матч за команду против «Сошо», а 18 числа того же месяца забил гол, принёсший победу его команде над «Реймсом» (2:1). В 2014 году игрок завершил карьеру. Последний матч он сыграл 17 мая 2014 года. В нём «Бастия» сыграла вничью с «Нанси» 0:0.

## Статистика

### Клубная
| Сезон     | Команда             | Чемпионат    | Чемпионат | Чемпионат | Кубок | Кубок | Междун. | Междун. | Прочие     | Прочие | Прочие |
| Сезон     | Команда             | Лига         | Игры      | Голы      | Игры  | Голы  | Игры    | Голы    | Турнир     | Игры   | Голы   |
| --------- | ------------------- | ------------ | --------- | --------- | ----- | ----- | ------- | ------- | ---------- | ------ | ------ |
| 1999      | Парана              | Серия А      | 12        | 2         | ?     | ?     | ?       | ?       | Паранаэнсе | ?      | ?      |
| 2000      | Сан-Паулу           | Серия А      | 12        | 1         | ?     | ?     | ?       | ?       | Паулиста   | ?      | ?      |
| 2001      | Атлетико Паранаэнсе | Серия А      | 15        | 3         | ?     | ?     | ?       | ?       | Паранаэнсе | ?      | ?      |
| 2002      | Атлетико Паранаэнсе | Серия А      | 1         | 0         | ?     | ?     | ?       | ?       | Паранаэнсе | ?      | ?      |
| 2003      | Атлетико Паранаэнсе | Серия А      | 30        | 16        | ?     | ?     | ?       | ?       | Паранаэнсе | ?      | ?      |
| 2004      | Атлетико Паранаэнсе | Серия А      | 18        | 3         | ?     | ?     | ?       | ?       | Паранаэнсе | ?      | ?      |
| 2004/2005 | Сошо                | Лига 1       | 26        | 11        | ?     | ?     | 5       | 4       | Кубок Лиги | ?      | ?      |
| 2005/2006 | Сошо                | Лига 1       | 27        | 10        | ?     | ?     | —       | —       | Кубок Лиги | ?      | ?      |
| 2006/2007 | Сент-Этьен          | Лига 1       | 33        | 9         | ?     | ?     | —       | —       | Кубок Лиги | ?      | ?      |
| 2007/2008 | Сент-Этьен          | Лига 1       | 31        | 6         | ?     | ?     | —       | —       | Кубок Лиги | ?      | ?      |
| 2008/2009 | Сент-Этьен          | Лига 1       | 31        | 9         | ?     | ?     | 6       | 5       | Кубок Лиги | ?      | ?      |
| 2009/2010 | Сент-Этьен          | Лига 1       | 12        | 2         | ?     | ?     | —       | —       | Кубок Лиги | ?      | ?      |
| 2009/2010 | Вест Хэм Юнайтед    | Премьер-лига | 11        | 4         | ?     | ?     | —       | —       | Кубок Лиги | ?      | ?      |
| 2010      | Интернасьонал       | Серия А      | 4         | 0         | ?     | ?     | ?       | ?       | Гаушу      | ?      | ?      |
| 2011/2012 | Аяччо               | Лига 1       | 26        | 6         | 0     | 0     | —       | —       | Кубок Лиги | 1      | 0      |
| 2012/2013 | Бастия              | Лига 1       | 22        | 3         | 1     | 0     | —       | —       | Кубок Лиги | 1      | 0      |
| 2013/2014 | Бастия              | Лига 1       | 30        | 1         | 1     | 0     | —       | —       | Кубок Лиги | 2      | 2      |

### Международная
| Матчи Илана за сборную Бразилии | Матчи Илана за сборную Бразилии | Матчи Илана за сборную Бразилии | Матчи Илана за сборную Бразилии | Матчи Илана за сборную Бразилии | Матчи Илана за сборную Бразилии | Матчи Илана за сборную Бразилии |
| ------------------------------- | ------------------------------- | ------------------------------- | ------------------------------- | ------------------------------- | ------------------------------- | ------------------------------- |
| №                               | Дата                            | Место проведения                | Оппонент                        | Счёт                            | Голы                            | Турнир                          |
| 1                               | 19 июня 2003                    | Сен-Дени                        | Камерун                         | 0:1                             | —                               | Кубок конфедераций              |
| 2                               | 21 июня 2003                    | Лион                            | США                             | 1:0                             | —                               | Кубок конфедераций              |
| 3                               | 23 июня 2003                    | Сент-Этьен                      | Турция                          | 2:2                             | —                               | Кубок конфедераций              |

## Достижения
- Победитель турнира Рио-Сан-Паулу: 2001
- Чемпион штата Минас-Жерайс: 2001, 2002
- Чемпион Бразилии: 2001